# Netelia semenowi
Netelia semenowi là một loài tò vò trong họ Ichneumonidae.